# Nipolit
Nipolit je termoplastická trhavina vyvinutá během druhé světové války německým chemikem Erichem von Holtem ve společnosti WASAG. Od léta 1942 společnost WASAG vyvíjela alternativní výbušniny.
Složení: 34,10 % nitrocelulóza, 30 % diethylenglykoldinitrát, 35 % nitropenta, 0,75 % stabilizátor, 0,05 % oxid hořečnatý 0,10 % grafit.
Po smíchání složek je horká hmota trhaviny vytlačuje do požadovaného tvaru. Po ochlazení má Nipolit vysokou mechanickou stabilitu a lze jej zpracovávat jako materiál, například řezáním nebo vrtáním. Nipolit je voděodolný. Díky těmto vlastnostem lze vyrábět výbušná zařízení, jako jsou ruční granáty, bez obvyklého kovového pouzdra. Kromě ručních granátů byly vyráběny i kumulativní nábojové hlavice. Ve srovnání s jinými výbušninami se Nipolitu vyrábělo jen malé množství. V roce 1943 společnost WASAG vyrobila 34 tun a do podzimu 1944 23 tun.
Po válce si Erich von Holt nechal patentovat velmi podobnou výbušninu Holtex.

## V Česku
Dne 9. července 2025 vykopali dělníci na Bruntálsku ruční granáty, mezi nimiž byl i nipolitový.